# Aporia oberthuri
Aporia oberthuri is een vlindersoort uit de familie van de Pieridae (witjes), onderfamilie Pierinae.
Aporia oberthuri werd in 1890 beschreven door Leech.